# Tiger Shroff
Jai Hemant "Tiger" Shroff (Bombay, India; 2 de marzo de 1990) es un actor y cantante indio conocido por su trabajo en películas de acción en idioma hindi. Hijo del actor Jackie Shroff y la productora Ayesha Dutt, hizo su debut cinematográfico con la película de acción romántica de 2014 Heropanti.
Shroff es conocido por sus películas de acción de éxito comercial Baaghi (2016) y su secuela Baaghi 2 y War (2019). Es uno de los actores mejor pagados en la India, que ha aparecido en la revista Forbes India: Forbes Celebrity 100 desde 2018.
En 2019, Shroff cofundó la promoción de artes marciales mixtas (MMA) Matrix Fight Night.

## Primeros años y antecedentes
Jai Hemant Shroff nació el 2 de marzo de 1990, es hijo del actor de cine indio Jackie Shroff y de su esposa Ayesha Shroff. Es el mayor de dos hermanos y tiene una hermana menor llamada Krishna Shroff. Debido a su experiencia en las artes marciales, con frecuencia ha pasado tiempo ayudando a los actores a entrenar para las películas.
Por su lado paterno, es de ascendencia gujarati y turcomana y por su lado materno, es de ascendencia bengalí y belga. Es un devoto hindú del Señor Shiva y ha atribuido su físico al el mismo. Hace un ayuno todos los lunes y durante cada festival de Maha Shivaratri.
Estudió en la American School of Bombay.
En 2014 recibió un cinturón negro honorario de quinto grado en Taekwondo.

## Carrera profesional

### Primeros años (2012-2017)
En junio de 2012, Shroff firmó su película debut Heropanti producida por Sajid Nadiadwala y dirigida por Sabbir Khan. En preparación se sometió a un entrenamiento de flexibilidad con Ziley Mawai. Heropanti se estrenó en cines en mayo de 2014 y recibió críticas desfavorables. Sin embargo fue un éxito comercial con la colección de la red doméstica de ₹ 52 millones de rupias y de por vida de las ganancias ₹ 72.60 millones de rupias en contra de su ₹ presupuesto de 25 millones de rupias. Shroff recibió elogios por sus habilidades de baile y capacidad para realizar acrobacias onerosas, pero fue criticado por su actuación y entrega de diálogos.
Taran Adarsh de Bollywood Hungama apreció su actuación, diciendo que "Tiger registra un impacto en varias secuencias" y que "anota puntos brownie en acción y acrobacias". Adarsh también agregó que "para un principiante, exuda una confianza suprema". Subhash K. Jha lo elogió por su versatilidad, diciendo que "hace gestos, baila y sí, puede pelear". Sin embargo Sweta Kaushal de Hindustan Times no estuvo de acuerdo, calificó sus "diálogos forzados" y dijo que "sus expresiones no hacen nada en una situación dada". A pesar de calificar su actuación como "un poco poco convincente", Kaushal calificó sus secuencias de acción como "admirables" y dijo que es un "Anupama Chopra, aunque notó que tiene cualidades de estrella y una "presencia muy sólida en la pantalla", calificó la entrega de sus diálogos como "apagada". La interpretación de Shroff le valió el Premio Screen al Mejor Debut Masculino y el Premio IIFA al Debut Estrella del Año - Masculino, además de una nominación al Mejor Debut Masculino en los 60th Filmfare Awards.
En 2016 protagonizó por primera vez junto a Shraddha Kapoor en la exitosa producción comercial y crítica de Nadiadwala, Baaghi dirigida nuevamente por Khan. Con el telón de fondo de una escuela de artes marciales, giraba en torno a un par de amantes rebeldes y recaudó ₹ 126 crore en todo el mundo. Bollywood Hungama elogió sus secuencias de acción, diciendo: "Es un placer ver la acción que realizó Tiger sin el uso del doble cuerpo". El mismo año fue elegido junto a Jacqueline Fernandez en la película de superhéroes de Remo D'Souza A Flying Jatt. Trabajó con Khan por tercera vez en el drama de baile Munna Michael del 2017. Tanto A Flying Jatt como Munna Michael fueron fracasos.

### Establecimiento y debut como cantante (2018-presente)
El primer éxito masivo de Shroff fue la secuela Baaghi 2 de Baaghi en 2018, en la que actuó como oficial del ejército frente a Disha Patani. Dirigida por Ahmed Khan y producida por Nadiadwala, cosechó elogios por su guion, historia y escenas de acción. La obtención de ₹ 165 neta millones de rupias en la India y un bruto global de ₹ 253 millones de rupias, que era uno de los mayores éxitos de taquilla del año.
Luego acordó asociarse con el productor Karan Johar por primera vez en su romance adolescente 2019 Student of the Year 2 dirigido por Punit Malhotra, su primer actor mainstream, en el que interpretó a un estudiante universitario que compite en un campeonato anual y fue emparejado con las debutantes Tara Sutaria y Ananya Panday. Rajeev Masand de News18 llamó a su actuación "la fuerza singular de la película". Ronak Kotecha de The Times of India estuvo de acuerdo diciendo que "Tiger Shroff prácticamente lleva la película sobre sus bien tonificados hombros". Fue una debacle de taquilla.
En sus muchas entrevistas, Shroff expresó su deseo de trabajar con su ídolo Hrithik Roshan , que finalmente se cumplió cuando los dos interpretaron juntos papeles protagónicos en la película de Siddharth Anand de 2019, War, un thriller de acción respaldado por el productor de Yash Raj Films, Aditya Chopra. War rompió todos los récords del día de la inauguración y se convirtió en el mayor éxito de taquilla de 2019, ingresando al 300 Crore Club en India y ganando más de ₹ 475 crore a nivel mundial. Se encuentra entre las películas indias más taquilleras de la historia.
La única película de Shroff de 2020 fue su segunda colaboración con Ahmed Khan y su regreso con Nadiadwala a través de Baaghi 3 , la tercera entrega de la franquicia Baaghi , también con Kapoor y Riteish Deshmukh . Obtuvo reacciones mixtas y terminó como un promedio más grosero debido a un cierre teatral debido al inicio de la Pandemia de COVID-19 en India. En ese año al debutar como cantante, lanzó su video musical "Unbelievable" en septiembre de 2020, que fue dirigido por Malhotra y producido por Big Bang Music y Dharma 2.0. Anvita Singh de Indian Express describió la canción como mediocre y señaló que Shroff tenía voces fuertemente autoajustadas ".
En 2021, Shroff está programado para reunirse con la coprotagonista de Heropanti , Sanon, para el thriller de acción distópico de Vikas Bahl, Ganapath. También está programado para regresar con Nadiadwala y Ahmed Khan en Heropanti 2 para una secuela de Heropanti protagonizada junto a Sutaria, cuyo lanzamiento está programado para el 3 de diciembre de 2021.

## Otros trabajos
En 2017 fue contratado como Brand Ambassador y copropietario de Bengaluru Tigers, propiedad de 8K Miles Media Group. Los Tigres de Bengaluru ganaron el tercer lugar en su temporada inaugural de Super Fight League, la primera promotora de artes marciales mixtas (MMA) en India. En 2018 también fue nombrado embajador de la Marca de Prowl.
El 23 de diciembre de 2019 lanzó su propio canal de YouTube y tiene más de 111K suscriptores y 12.6 millones de visitas a enero de 2021. Lanzó el teaser de su segundo sencillo "Casanova" el 10 de enero de 2021 y la canción del video completo el 13 de enero de 2021.

## Filmografía

### HEROPANTI 2
| - | Denota películas que aún no se han estrenado |

| Año  | Título                 | Rol (s)                       | Notas              |
| ---- | ---------------------- | ----------------------------- | ------------------ |
| 2014 | Heropanti              | Bablesh "Bablu" Singh         | Película de debut  |
| 2016 | Baaghi                 | Ranveer "Ronny" Pratap Singh  |                    |
| 2016 | A Flying Jatt          | Aman Dhillon                  |                    |
| 2017 | Munna Michael          | Manav "Munna" Roy             |                    |
| 2017 | Spider-Man: Homecoming | Peter Parker / Hombre araña   | Locución en hindi  |
| 2018 | Welcome to New York    | Él mismo                      | Aparición especial |
| 2018 | Baaghi 2               | Ranveer "Ronnie" Pratap Singh |                    |
| 2019 | Student of the Year 2  | Rohan Sachdev                 |                    |
| 2019 | War                    | Khalid Rahmani / Saurabh      |                    |
| 2020 | Baaghi 3               | Ranveer "Ronnie" Chaturvedi   |                    |

## Premios y nominaciones
| Año  | Premio                         | Categoría                              | Película  | Resultado | Referencia.   |
| ---- | ------------------------------ | -------------------------------------- | --------- | --------- | ------------- |
| 2014 | Premios Stardust               | Superestrella del mañana - Masculino   | Heropanti | Ganador   | [ 23 ]        |
| 2014 | Premios BIG Star Entertainment | Actor más entretenido - Masculino      | Heropanti | Ganador   | [ 54 ] [ 55 ] |
| 2014 | Star Guild Awards              | Mejor debut masculino                  | Heropanti | Ganador   | [ 54 ] [ 55 ] |
| 2015 | Premios IIFA                   | Debut estrella del año - Masculino     | Heropanti | Ganador   | [ 56 ]        |
| 2015 | Premios Life Ok Screen         | Recién llegado más prometedor - Hombre | Heropanti | Ganador   | [ 57 ]        |